# Pristimantis spinosus
Pristimantis spinosus es una especie de anfibio anuro de la familia Craugastoridae.

## Distribución
Esta especie es endémica del sur de Ecuador. Habita en las provincias de Morona-Santiago y Zamora-Chinchipe, entre 1 707 y 2 835 m sobre el nivel del mar en la Cordillera de Matanga y la Cordillera del Cóndor.
Su presencia es incierta en Perú.

## Descripción
Los machos miden de 16.1 a 25.0 mm y las hembras de 28.3 a 34.5 mm.

## Publicación original
- Lynch, 1979 : Leptodactylid frogs of the genus Eleutherodactylus from the Andes of southern Ecuador. Miscellaneous Publication, Museum of Natural History, University of Kansas, n.º 66, p. 1-62[5]